# Ígor Kufayev
Igor Anvar Kufayev (en ruso: И́горь Анва́р Kу́фаев); nacido el 5 de enero de 1966) es un artista ruso-británico, yogui y maestro espiritual. También es conocido como “Vamadeva” (Sánscrito), que significa “Aspecto de preservación de Shiva en su forma pacífica, poética y llena de gracia”.

## Primeros años
Igor Kufayev nació en Taskent (Uzbekistán). Durante su infancia tuvo varias experiencias espirituales asociadas al despertar de Kundalini. Habiendo recibido un entrenamiento clásico en arte desde edad temprana, asistió al estudio privado del pintor y maestro de artes marciales Shamil Rakhimov, un lugar de encuentros clandestinos entre pensadores liberales, poetas y pintores. La violenta muerte de su mentor llevó al joven Igor a la decisión de convertirse en artista. Kufayev recibió su educación formal en el Colegio de Arte en Taskent, y tras dos años de servicio militar obligatorio, retomó sus estudios en el Instituto de Teatro y Arte, en el departamento de pintura mural. En 1988 fue aceptado como estudiante de segundo año de la Academia de las Artes ([ahora Academia Imperial de las Artes] de San Petersburgo (Rusia, Unión Soviética). Paralela e independientemente a su programa de estudios oficial, estudió y pintó directamente a partir de las obras maestras del arte occidental, en el Museo del Hermitage.

## Carrera artística

Igor Kufayev, Kneeling figure, 1993, óleo sobre lienzo, 127x127 cm, Londres, Colección de Sir Elton John

En 1990 Kufayev dejó Rusia para mudarse a Varsovia (Polonia). Este fue un período formativo. Un encuentro con el crítico de arte Andrzej Matynia llevó a la primera exhibición como solista de Igor Kufayev: Compromiso Eterno ‘concesión eterna’), en la Galería Monetti, en Varsovia.
Igor fue invitado a participar en El Encuentro de Imágenes Sagradas, en el museo Nacional de Etnografía, en Varsovia. Junto a íconos como La Virgen Negra de Częstochowa y la Virgen de Guadalupe mexicana, se exhibió su tríptico Compromiso ente obras de otros maestros modernos, como Christian Boltanski.
Se mudó a Londres en agosto de 1991, el mismo año en que muriera su hija de seis años, fruto de su primer matrimonio, a causa de un accidente de tráfico. Durante un largo período permaneció en duelo, incapaz de pintar, hasta que logró lidiar con su tragedia personal y se embarcó en la creación de una serie de pinturas de gran dramatismo.
El año decisivo fue 1994. A raíz de su exhibición como solista titulada Tierra Quemada y dedicada a la memoria de su hija Laura, Igor quedó inscrito en la escena artística de Londres como uno de los jóvenes pintores más prometedores. En menos de una década, Kufayev consiguió establecerse como un artista exitoso, y abrió su propio estudio en Londres, en donde organizó exhibiciones privadas de su trabajo cada año.
A partir de la encomienda que le diera Elton John AIDS Foundation, Igor Kufayev creó el tondo Zauber en colaboración con la ejecución de la ópera de Mozart Die Zauberflote, presentada en los recintos de Christie´s en St James, Londres, durante el otoño de 1995.

Kufayev personifica a los antiguos elementos de los misterios masónicos en el corazón de Die Zauberflote: Presenta a la tierra y al agua como mujeres, al aire y al fuego como hombres, y sugiere en sus conjugaciones sensuales el subtexto erótico-humorístico con el que Mozart lleva la comedia a una ópera de gran seriedad.
Brian Sewell en el catálogo que acompañó la exhibición y ejecución de Die Zauberflote, organizada por Elton John AIDS Foundation en los recintos de Christie's, St James´s, London, 1995

Unos meses después, en enero de 1996, Igor recibió la ciudadanía británica.
La serie posterior de cuatro tondos con el mismo título, Zauber, fue un logro que tomó dos años en alcanzar (1995-1997). Kufayev viajó extensivamente visitando ferias de arte prominentes alrededor de Europa, y pintó en Francia e Italia. A pesar de su incuestionable éxito, se sentía profundamente desilusionado sobre la situación y el estado del arte, y todas sus tendencias prevalecientes.

Kufayev pertenece a la rara especie de artistas que creen en retroceder para avanzar… Nacido en Taskent, Uzbekistán, en 1966, estudió en el Colegio de Arte de Taskent (Tashkent School of Art), en donde alimentó y refinó su temprano amor por el dibujo durante cuatro años. En realidad, había dibujado de manera profesional desde los doce años de edad, y se le había reconocido como una especie de prodigio… Su sello, una técnica impecable de dibujo, lo llevó a mudarse a San Petersburgo y a la Academia de Bellas Artes (The Academy of Fine Art), e independientemente de sus estudios, comenzó a realizar numerosas copias de los grandes clásicos occidentales que se exhibían en The Hermitage… Toda su exposición, Burnt Earth, exhala el aroma de hallazgos arqueológicos, con los secretos enmascarados como tesoros cerca de la superficie. La sangre y la tierra se unifican en la visión de Kufayev, enfatizando nuestros orígenes y nuestro seguro final.
Robin Dutt, escritor y periodista de arte, The Independent.

Cuantos han oído hablar de Igor Kufayev, otro motivado pintor, dibujante escrupuloso, en quien el intelecto y la imaginación luchan con igual fuerza.
Brian Sewell, The Evening Standard

## Transformación interior
Un interés temprano por la espiritualidad lo llevó a la práctica del yoga y a su iniciación (1996) en meditación trascendental, fundada por Maharishi Mahesh Yogi. Se sumergió en los estudios de distintas tradiciones espirituales con especial énfasis en Filosofía Hindú, Sufi y Zen. En 2001, a los treinta y seis años de edad, durante el Programa Sidhi-MT (un curso yóguico avanzado de Meditación Trascendental), Igor experimentó una transformación radical de conciencia que floreció subsecuentemente en un espontáneo desdoblamiento de Gracia.
Abandonó su carrera artística y durante los siguientes cinco años continuó meditando largas horas al día, integrando el estado expandido de conciencia en sus actividades diarias. En ese período descubrió las enseñanzas de Swami Muktananda, que lo llevaron a la tradición del Shaivismo de Cachemira. Esta tradición apeló a su sobria y creativa sensibilidad por el “fisicalismo trascendental” que es exclusivo de una de las doctrinas que agrupa, llamada Spanda (sánscrito: “pulso, vibración”), y que él había ya verificado por medio de la experiencia directa al percibir el Mundo como un Pulso de Conciencia pura en el Corazón propio. 
En octubre de 2006, en una entrevista con Seva Novgorodsev para BBC Russian Service, Kufayev habló de sus años como artista y de su decisión de dejar la pintura.

## Filosofía y Enseñanza

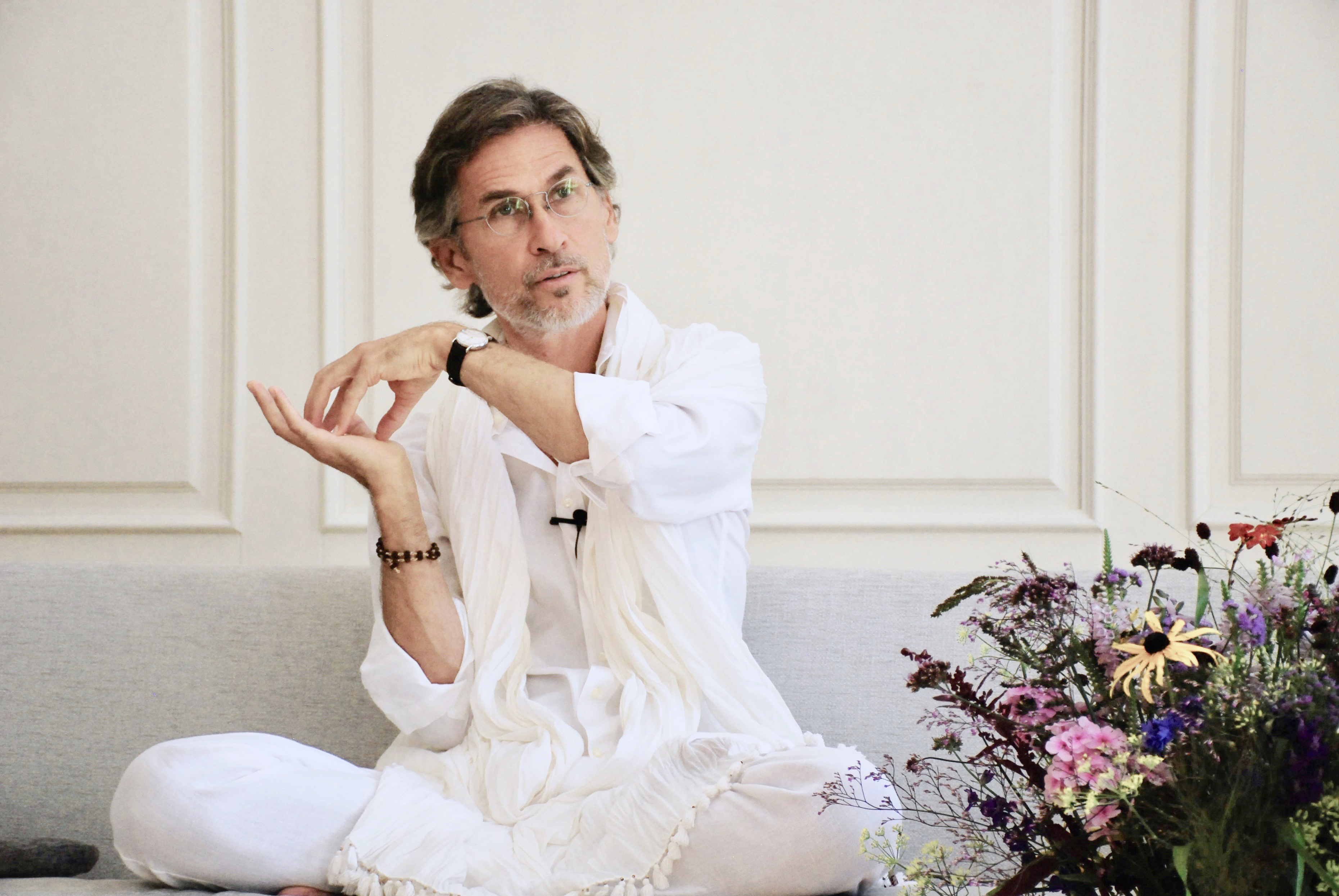
Igor Kufayev liderando el retiro en Gut Saunstorf, Alemania, agosto de 2017

Kufayev ha compartido su visión sobre la naturaleza del Ser desde 2002. A pesar de muchas peticiones, se negó a asumir el papel de maestro hasta febrero del 2008, cuando tomó la decisión consciente de dar su tiempo completo a la enseñanza. Desde 2012 ha ofrecido seminarios (tanto en línea como presenciales) y retiros en diferentes partes del mundo. Muchos de sus videos, podcasts y grabaciones de seminarios están disponibles sin costo en su canal de YouTube.
Aunque su entrenamiento espiritual inicial ocurrió en el programa de Meditación Trascendental, Igor enseña actualmente sobre todo a partir de metodologías del Shaivismo de Cachemira Tántrico, aseverando que son estas doctrinas las más cercanas a la experiencia directa que él tuvo de la transformación espiritual y de la naturaleza de la realidad. Aun así, Igor ha estudiado ampliamente, bebe de muchas otras tradiciones como la Sufi y el Zen, y persiste en eludir la categorización manteniendo que:

El estado de absorción espontanea trasciende los límites de cualquier verdad basada en una comprensión intelectual de la Realidad Última…

Con frecuencia, Igor describe sus enseñanzas como El Camino del Corazón, explicando que es una cognición no-intelectual y directa de la esencia de la propia realidad, una que trasciende cualquier tradición porque por definición no puede ser contenida en una serie de doctrinas. Aquí el conocimiento no es mental o intelectual, ni tampoco se habla de él en términos de adquisición; es sencillamente el saber directo en sí mismo, más allá de conceptos y preceptos, más allá del entendimiento y el lenguaje. Igor aclara que:

…al decir que no pertenezco a ninguna tradición, me gustaría hacer un pequeño ajuste: Sí pertenezco a una tradición, y es la tradición que podría ser llamada, sencillamente, “el corazón”. Y no hay que tratar de descifrarlo de nuevo a través de ningunos ismos o tradiciones espirituales, porque la experiencia del corazón trasciende todas las tradiciones. Y ha llegado el momento en el que hay que trascender esas tradiciones que se calcifican en sí mismas…

En la metodología de las enseñanzas de Igor es central la transmisión de energía espiritual, que ocurre sobre todo durante los eventos presenciales. Kufayev ha comentado que “El verdadero trabajo ocurre en las inmersiones, el verdadero trabajo ocurre en estos contenedores específicamente creados”. En sus inmersiones, normalmente los participantes experimentan kriyas espontáneas involuntarias en diferentes formas como asanas, pranayama, glosolalia y harmonías vocales. Una expresión que en general se encuentra raramente pero que durante los eventos presenciales de Igor se presenta de manera constante, es la vocalización espontánea y el canto de armónicos (o canto difónico).
Igor afirma que estos fenómenos son tanto el resultado de una liberación de estrés, como El Canto de la Diosa –literalmente una manifestación de Shakti a través de un grupo de personas en trance meditativo.
Los participantes a las inmersiones de Igor han reportado estados profundos de expansión, altos estados de consciencia y cura permanente de depresión.
Igor enfatiza los aspectos psicofisiológicos del proceso del despertar espiritual, estresando la importancia de la transformación física del sistema nervioso. Afirma que la fisiología actúa como un apoyo para la consciencia individual en su maduración hacia lo que muchos llaman “iluminación”. También subraya la necesidad de sentarse a meditar como parte de la práctica espiritual, aseverando que mientras otras metodologías pueden proporcionar experiencias cumbre, es sólo el sentarse a meditar lo que da espacio a la integración, que es necesaria para que la conciencia transformada se estabilice de manera permanente.
En 2014 Igor Kufayev fundó la comunidad Flowing Wakefulness Fellowship, con la misión de “servir de plataforma para revelar y generar posibilidades de una cultura basada en la Conciencia, que se dedique al reconocimiento, desarrollo y actualización del más pleno potencial presente en el nacimiento humano”.
En septiembre de 2013 Igor Kufayev fue entrevistado por Conscious TV (un canal con base en Londres), en donde compartió sus puntos de vista sobre las sutilezas del proceso del despertar. Basándose en eventos biográficos de su vida y desde la perspectiva biológica de la conciencia humana, apuntó a la complejidad unificadora de la realización y la integración de altos estados de conciencia.

## Vida privada
Igor vive en Mallorca (Islas Baleares, España) actualmente, junto a su pareja y sus tres hijos pequeños. En 2006 Igor Kufayev se mudó de regreso a Uzbekistán y vivió en su ciudad natal, Taskent, durante casi cuatro años. Entre abril del 2011 y diciembre del 2012 viajó con su familia por América Central, teniendo Costa Rica como base, hasta que se estableció en Mallorca (Islas Baleares, España) en 2013. 
Kufayev tiene una hija adulta de un matrimonio anterior, residente en Varsovia (Polonia).

## Publicaciones

### Libros
- Camatkāra: the Hidden Path, Paperback Exclusive edition, Junio 2023, SONG Publishing, ISBN 978-9464752717
- Camatkāra: the Hidden Path, Hardcover cloth, Limited Edition, Enero 2023, SONG Publishing, ISBN 9789464752700

### Ensayos Selectos
- The Path of Beauty & Delight, Publicado por Watkins Magazine, Issue 74, Julio 13, 2023
- Kundalini Die Definition Des Undefinierbaren, Publicado por Yoga Aktuell Magazine, Mayo 31, 2022
- Kundalini: Defining the Undefinable, Publicado por Watkins Magazine, Mayo 24, 2021
- The World is As You See It, Publicado por Sufi Journal, Issue 98, Invierno 2020
- The Nature of Pain, Publicado por Science to Sage Magazine, Issue 31, Noviembre 3, 2020
- Schönheit ist alles, was ist, Publicado por Evolve Magazine, Issue 27, Agosto- Octubre 2020
- Aesthetic Rapture, Publicado por InZicht Magazine, Volume 7, Mayo 2015 #2
- Shanta Rasa – der Geschmack des Friedens, Publicado por Yoga Aktuell Magazine, Issue 105, Agosto/Septiembre 2014
- Vibrant Self, Publicado por InZicht Magazine, Volume 16, Mayo 2014 #2
- The World is As You See It, Publicado por InZicht Magazine, Volume 15, Febrero 2013 #1
- Vibrant Self, Publicado por Namarupa: Categories of Indian Thought, Issue 18, Invierno 2013-14
- The World is As You See It, Publicado por Namarupa: Categories of Indian Thought, Issue 17, Verano 2013